# Bodsjön (Åre socken, Jämtland)
Bodsjön är en sjö i Åre kommun i Jämtland och ingår i Indalsälvens huvudavrinningsområde. Sjön har en area på 5,3 kvadratkilometer och ligger 438,2 meter över havet. Bodsjön ligger i Åreälven Natura 2000-område. Sjön avvattnas av vattendraget Indalsälven (Bodsjöströmmen).

## Delavrinningsområde
Bodsjön ingår i det delavrinningsområde (704152-134232) som SMHI kallar för Utloppet av Bodsjön. Medelhöjden är 492 meter över havet och ytan är 22,44 kvadratkilometer. Räknas de 232 avrinningsområdena uppströms in blir den ackumulerade arean 2 138,44 kvadratkilometer. Indalsälven (Bodsjöströmmen) som avvattnar avrinningsområdet har biflödesordning 2, vilket innebär att vattnet flödar genom totalt 2 vattendrag innan det når havet efter 339 kilometer. Avrinningsområdet består mestadels av skog (66 procent). Avrinningsområdet har 5,28 kvadratkilometer vattenytor vilket ger det en sjöprocent på 23,5 procent.